# Serapeum w Sakkarze

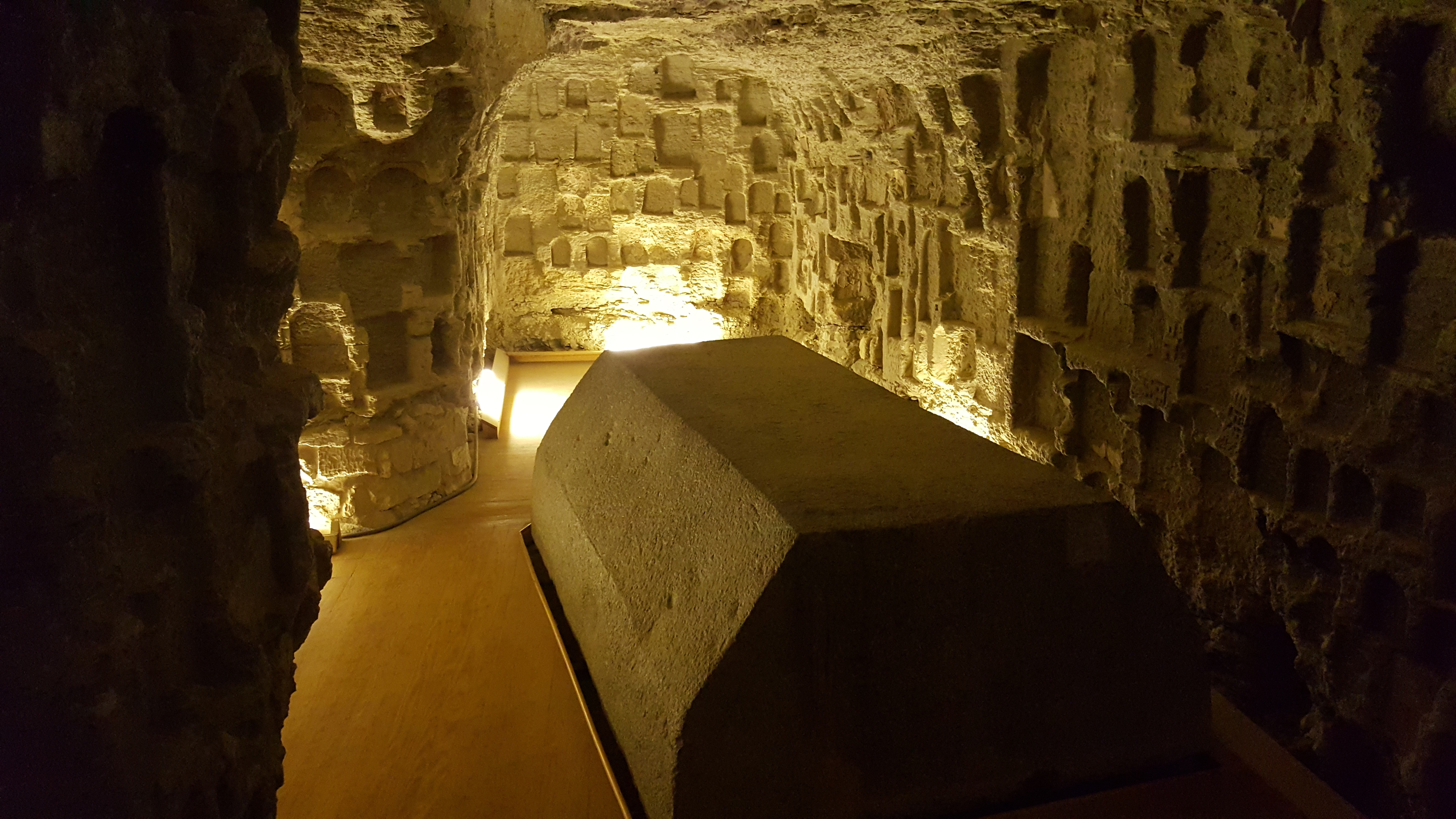
Sala z sarkofagiem (2017)

Serapeum w Sakkarze – hypogeum świętych byków Apisów, pochodzące z XIV/XV w. p.n.e.
Zespół podziemnych grobowców świętych byków Apisów w Sakkarze, odkryty w 1850 roku przez Auguste Mariette’a. Obejmuje długie podziemne korytarze z niszami, w których znajdują się 24 monolityczne sarkofagi o wadze 60-70 t. W okresie ptolemejskim Serapeum było ośrodkiem kultu Serapisa.